# 伊里薩爾角
伊里薩爾角（英語：Cape Irizar），是南極洲的海岬，位於維多利亞地的斯科特海岸，處於蘭普盧島北端，由羅伯特·斯科特率領的英國探險隊發現，現時由南極條約體系管理。